# Metisotoma
Genre
Marisotoma est un genre de collemboles de la famille des Isotomidae.

## Liste des espèces
Selon Checklist of the Collembola of the World (version du 3 septembre 2019) :
- Marisotoma bermani Potapov, Babenko, Fjellberg & Schulz, 2018
- Marisotoma grandiceps (Reuter, 1891)
- Marisotoma macnamarai (Folsom, 1918)
- Marisotoma stebaevae Potapov, Babenko, Fjellberg & Schulz, 2018
- Marisotoma ursi (Yosii, 1972)

## Publication originale
- Maynard, 1951 : A monograph of the Collembola or springtail insects of New York State. Ithaca New York Comstock Pub Co Inc, p. 1-339.